# Comando de la Fuerza de Submarinos
El Comando de la Fuerza de Submarinos (COFS) es la fuerza submarina de la Armada de la República Argentina (ARA). Su guarnición está en la Base Naval Mar del Plata y depende del Comando de Adiestramiento y Alistamiento de la Armada.

## Historia

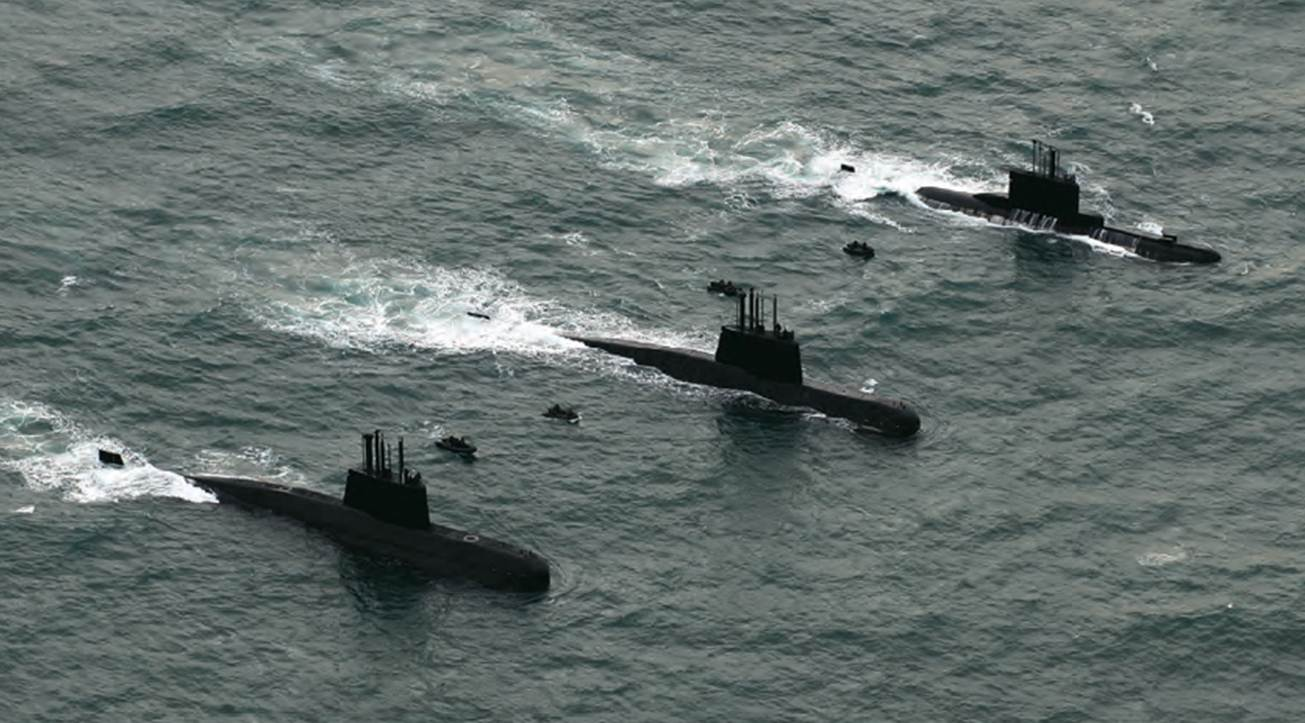
ARA Santa Cruz (S-41), ARA San Juan (S-42) y ARA Salta (S-31) en 2015.

La República Argentina incorporó sus primeros submarinos en el año 1933. Los primeros submarinos fueron denominados Santa Fe (S-1), Santiago del Estero (S-2) y Salta (S-3), inaugurando una tradición bajo la cual los submarinos reciben nombres de provincias que inician con la letra S. Esta primera generación de submarinos, construidos en el Astillero Franco Tosi (Taranto, Italia) fue gestionada en 1926 por el entonces ministro de Marina, Almirante Manuel Domecq García, y apoyada por la Ley 11.378. El primer comandante de la Fuerza fue el Capitán de Fragata Ramón Poch, quien además liderara la travesía de 7.000 millas y 40 días hasta arribar a la Argentina. 

### Agrupación Buzos Tácticos
Creada en 1952, es la pionera en la formación de Fuerzas Especiales, tanto en el país como en toda América del Sur. Por entonces un grupo reducido de buzos tácticos tenía su asiento en el Buque de Desembarco ARA "San Bartolomé"; años más tarde se creó la segunda agrupación en la Escuadra Naval del Plata, hasta que en el año 1966 ambas se fusionaron, creando la Agrupación de Buzos Tácticos, con asiento en Mar del Plata.

### Clase Balao/GUPPY
Con la baja del último de los originales submarinos a fines de los años 1950, la Armada Argentina recibió en 1960 dos submarinos clase Balao de Estados Unidos, vía programas de asistencia militar (PAM): ARA Santa Fe (S-11) y Santiago del Estero (S-12); estos habían prestado servicio en la US Navy como USS Macabi (SS-375) y USS Lamprey (SS-372) respectivamente. 
A su vez, tras la baja de los mismos, en 1971 se recibió dos submarinos clase GUPPY (Balao modernizados bajo el programa GUPPY): estos eran el Santa Fe (S-21) y Santiago del Estero (S-22); ex USS Catfish (SS-339) y USS Chivo (SS-341) respectivamente. Los mismos reemplazaron a los anteriores S-11 y S-12.

### Clase 209/1200 y TR-1700

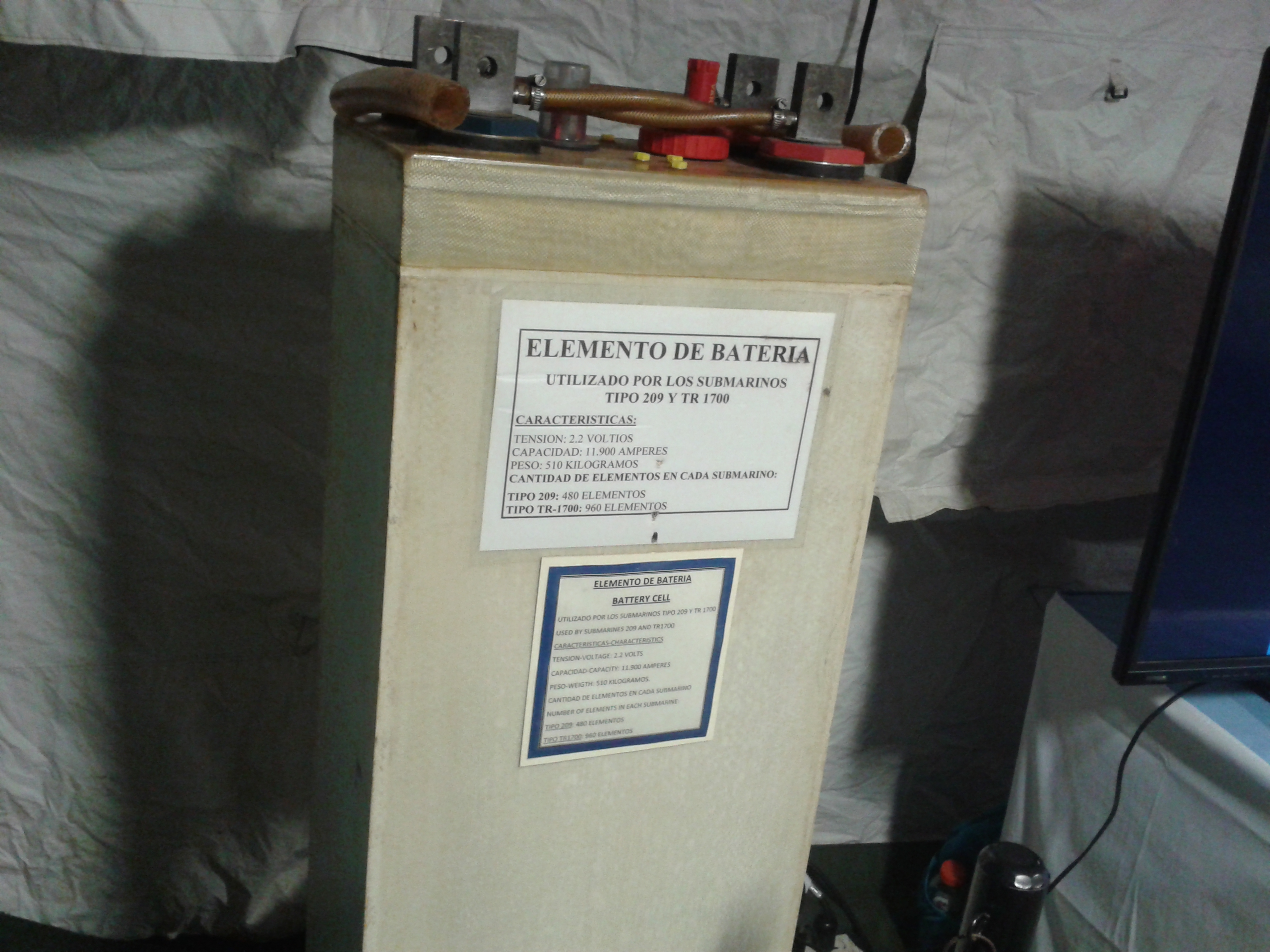
Elemento de batería para submarino Tipo 209 y TR1700. Portan 480 y 960 de ellos, respectivamente.

Los submarinos clase 209/1200 ARA “Salta” y ARA “San Luis”, construidos en el Astillero de Kiel (Alemania) y terminados en el Astillero Tandanor, Buenos Aires, entraron en servicio en la década de 1970, pensados como un reemplazo de los GUPPY con quienes convivieron brevemente.   
Finalmente, en 1977 comienza en Alemania la construcción del ARA “Santa Cruz” y el ARA “San Juan”, los únicos submarinos de la clase TR-1700, aunque no entraron en servicio hasta fines de los años 1980.   

### Guerra de las Malvinas (1982)
El 23 de marzo de 1982 la Junta Militar ordenó mediante el Acta N.º 4 «M»/82 la recuperación de las islas Malvinas. El 2 de abril de 1982 una fuerza conjunta de la Armada, el Ejército y la Fuerza Aérea Argentina ejecutó la Operación Rosario recuperando las islas Malvinas y Georgias del Sur. La Fuerza de Submarinos, al mando del capitán de navío Eulogio Moya Latroubesse, disponía de tres submarinos, el ARA Santa Fe (S-21), el ARA Salta (S-31) y el ARA San Luis (S-32).. El “Santa Fe” fue destacado a las islas a fines de marzo, con una fracción de Buzos Tácticos, participando exitosamente de la operación y retornando al continente luego de la misma.
El ARA Santa Fe (S-21) fue puesto fuera de combate por fuerzas británicas el 25 de abril de 1982, en el marco de otra misión consistente en llevar refuerzos a la base situada en Grytivken, Isla San Pedro. En tierra, luego de la rendición del comandante de la guarnición, fallece el Suboficial Félix Artuso, el único argentino enterrado en la isla San Pedro y único submarinista argentino fallecido en la guerra. En acciones de combate fueron heridos varios hombres, notablemente el Cabo Alberto Macias, gravemente herido por un misil que impactara sobre la vela del submarino mientras navegaba en superficie.
Hasta el 25 de abril, basado en las posibilidades de negociación todavía vigentes, y para facilitar las mismas, el Comité Militar prohibió utilizar los submarinos para atacar la flota enemiga.Entre el 11 de abril y el 19 de mayo, el submarino ARA San Luis (S-32), comandado por el Capitán de Fragata Fernando Azcueta, realizó una patrulla de 39 días y 864 horas de inmersión. Realizó en la guerra tres intentos de ataque de torpedos, que fallaron por problemas técnicos de los proyectiles SST-4.
Como resultado de la falta de entrenamientos de los submarinistas con torpedos con cabeza de guerra en los años previos al conflicto, las tripulaciones no pudieron detectar y solucionar a tiempo las causas de las fallas de los submarinos Salta y San Luis. Esto impidió a la Argentina atacar con efectividad a los buques británicos con submarinos.

### Posguerra (1984-actualidad)
Como consecuencia de la experiencia adquirida durante la patrulla del S-32, el Estado Mayor General de la Armada resolvió en 1984 la transferencia de dependencia de la Fuerza de Submarinos pasando de la órbita del Comando de la Flota de Mar al Comando de Operaciones Navales.
A fines de los años 1990, el S-32 fue dado de baja definitivamente y se halla desde entonces en el Complejo Naval Industrial (CINAR); como posibilidad se ha planteado hacerlo buque museo. En el CINAR se halla también el ARA Santa Cruz (S-41), el cual también ha sido dado de baja.
Si bien desde 1933 (año de su creación) la Escuela de Submarinos dependió de la Dirección General de Educación de la Armada, en el año 2021 la Escuela pasó a depender de la Fuerza de Submarinos. En el año 2023, en Mar del Plata fue construido y presentado un Adiestrador de Control de Averías para Submarinos (ACASUB), consistente en una estructura ideada para simular el interior de un submarino y plantear en ella diferentes situaciones. Junto al submarino ARA Salta (S-31), provee capacitación a los submarinistas argentinos, a la espera de la incorporación de nuevas unidades para modernización de la flota.

### Hundimiento del ARA San Juan (S-42)
El 15 de noviembre de 2017 se perdió contacto con el submarino ARA San Juan (S-42) que navegaba por el golfo San Jorge en un viaje desde la Base Naval Ushuaia hasta la Base Naval Mar del Plata. Se inició una misión de búsqueda y rescate que se extendió hasta el 30 de noviembre, momento en el cual la Armada Argentina lo dio por perdido.
El 16 de noviembre de 2018 se produjo el hallazgo del submarino. El ARA San Juan se encontraba a 907 m a profundidad en el Mar Argentino, y a aproximadamente 500 km de la ciudad de Comodoro Rivadavia, a través del Golfo San Jorge.

## Organización
La composición, despliegue de paz y relaciones orgánicas del Comando de la Fuerza de Submarinos (COFS) es que la sigue:
- Comando de la Fuerza de Submarinos (COFS). Asiento: Base Naval Mar del Plata (Mar del Plata, BA).
  - Escuela de Submarinos (ESSU). Asiento: Base Naval Mar del Plata (Mar del Plata, BA).
  - Submarino ARA Salta (S-31) (SUSA). Asiento: Base Naval Mar del Plata (Mar del Plata, BA).

### Los submarinos

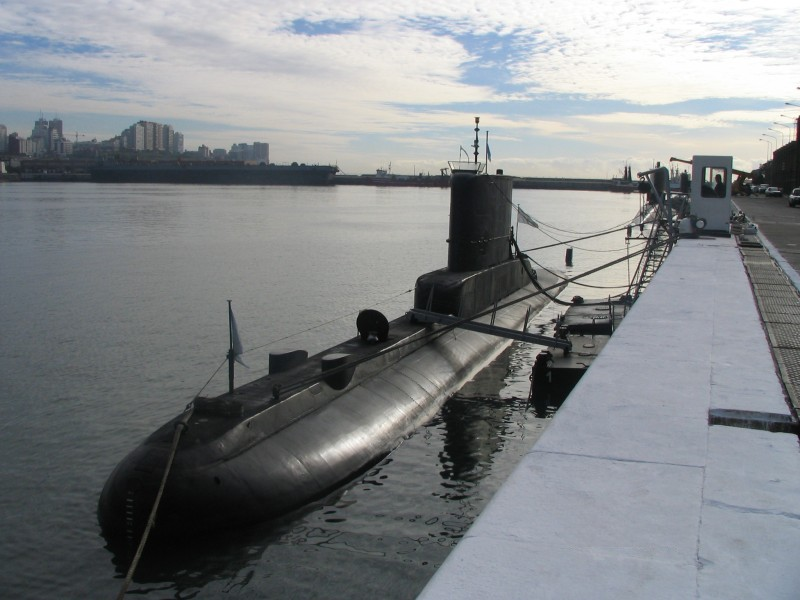
ARA Salta

| Clase      | Nombre         | Proveedor           | Año de incorporación | Apostadero    | Condición                                             |
| Submarinos | Submarinos     | Submarinos          | Submarinos           | Submarinos    | Submarinos                                            |
| ---------- | -------------- | ------------------- | -------------------- | ------------- | ----------------------------------------------------- |
| Tipo 209   | ARA Salta      | Alemania Occidental | 1974                 | Mar del Plata | Fuera de servicio, limitado a adiestramiento estático |
| Tipo 209   | ARA San Luis   | Alemania Occidental | 1974                 | Mar del Plata | Fuera de servicio, almacenado en CINAR                |
| TR-1700    | ARA Santa Cruz | Alemania Occidental | 1985                 | Mar del Plata | Fuera de servicio, almacenado en CINAR                |